# بارز (اسم)
بَارِز هو اسم علم مذكر من أصل عربي، وجاء الاسم على صيغة الفاعل، ومعناه هو التام العقل والرأي والظاهر والعفيف الطاهر الخلق والنابه وظاهر، اللامع، الواضح.